# Olympische Winterspiele 1984/Teilnehmer (Kanada)
| Gelbes Symbol für Goldmedaillen mit stilisierten Olympischen Ringen | Graues Symbol für Silbermedaillen mit stilisierten Olympischen Ringen | Braundes Symbol für Bronzemedaillen mit stilisierten Olympischen Ringen |
| ------------------------------------------------------------------- | --------------------------------------------------------------------- | ----------------------------------------------------------------------- |
| 2                                                                   | 1                                                                     | 1                                                                       |

Kanada nahm an den Olympischen Winterspielen 1984 in Sarajevo mit einer Delegation von 67 Athleten (47 Herren, 20 Damen) teil. Der Eisschnellläufer Gaétan Boucher wurde als Fahnenträger für die Eröffnungsfeier ausgewählt.

## Teilnehmer nach Sportarten

### Bob
| Zweierbob: - Alan MacLachlan / Robert Wilson 14. Platz | Viererbob: - Clarke Flynn / David Leuty / Alan MacLachlan / Robert Wilson 18. Platz |

### Eishockey
Herren: 4. Platz
| - Warren Anderson - Robin Bartel - Russ Courtnall - J. J. Daigneault - Kevin Dineen - Dave Donnelly - Bruce Driver - Darren Eliot - Pat Flatley - Dave Gagner | - Mario Gosselin - Vaughn Karpan - Doug Lidster - Darren Lowe - Kirk Muller - James Patrick - Craig Redmond - Dave Tippett - Carey Wilson - Dan Wood |

### Eiskunstlauf
| Damen: - Elizabeth Manley 13. Platz - Kay Thomson 12. Platz | Herren: - Gary Beacom 11. Platz - Jaimee Eggleton 20. Platz - Brian Orser | Paare: - Barbara Underhill / Paul Martini 7. Platz - Katherina Matousek / Lloyd Eisler 8. Platz - Melinda Kunhegyi / Lyndon Johnston 12. Platz | Eistanz: - Tracy Wilson / Rob McCall 8. Platz - Kelly Johnson / John Thomas 12. Platz |

### Eisschnelllauf
| Damen: - Sylvie Daigle 500 m: 20. Platz 1000 m: 25. Platz 1500 m: 22. Platz - Natalie Grenier 1000 m: 18. Platz 1500 m: 21. Platz 3000 m: 15. Platz | Herren: - Gaétan Boucher 500 m: 1000 m: 1500 m: - Ben Lamarche 5000 m: 36. Platz - Jean Pichette 5000 m: 38. Platz - Jacques Thibault 500 m: 15. Platz 1000 m: 19. Platz - Daniel Turcotte 500 m: 29. Platz |

### Rodeln
Damen:
- Carole Keyes
24. Platz
- Susan Rossi
22. Platz

### Ski Alpin
| Damen: - Andrea Bédard Riesenslalom: DSQ Slalom: DNF - Laurie Graham Abfahrt: 11. Platz Riesenslalom: 33. Platz - Diana Haight Riesenslalom: 17. Platz - Liisa Savijarvi Abfahrt: 18. Platz Riesenslalom: 9. Platz - Gerry Sorensen Abfahrt: 6. Platz - Karen Stemmle Abfahrt: 22. Platz | Herren: - Gary Athans Abfahrt: 26. Platz - Todd Brooker Abfahrt: 9. Platz - Steve Podborski Abfahrt: 8. Platz - Jim Read Riesenslalom: 24. Platz - Michael Tommy Slalom: DNF |

### Ski Nordisch

#### Langlauf
| Damen: - Sharon Firth 5 km: 29. Platz 10 km: 29. Platz 20 km: 21. Platz - Shirley Firth 5 km: 28. Platz 10 km: 22. Platz 20 km: 25. Platz - Angela Schmidt-Foster 5 km: 39. Platz 10 km: 36. Platz 20 km: DNF | Herren: - Pierre Harvey 30 km: 21. Platz 50 km: 20. Platz |

#### Skispringen
Herren:
- David Brown
Normalschanze: 51. Platz
Großschanze: 47. Platz
- Horst Bulau
Normalschanze: 38. Platz
Großschanze: 10. Platz
- Steve Collins
Normalschanze: 25. Platz
Großschanze: 36. Platz
- Ron Richards
Normalschanze: 29. Platz
Großschanze: 25. Platz